# AngloGold Ashanti
AngloGold Ashanti Limited (NYSE: AU) — глобальна золотодобувна компанія. Має рудники на 4-х континентах. Була утворена в 2004 р. шляхом злиття  AngloGold і Ashanti Goldfields Corporation.
AngloGold — група золотодобувних підприємств однієї з найбільших південноафриканських (ПАР) компаній Anglo American. Виділена останньою у самостійну структуру AngloGold в 1997 році.
AngloGold — найбільший у світі виробник золота (225.3 т за 2000 р.) з експлуатаційними запасами 4360 т металу.
У липні 1998 року група AngloGold ліквідувала громіздкі дочірні структури: Vaal Reefs, Free State, Western Holdings, HJ Joel і West Wits, що експлуатували родовища групи Вітватерсранд, і на їх основі утворила окремі рентабельні рудники, які отримали нові імена: Ґрейт-Ноліґва, Тау-Тоні, Копананґ та інші.
26 квітня 2004 року відбулось злиття AngloGold та Ashanti Goldfields Corporation в AngloGold Ashanti, одну з найбільших глобальних золотовидобувних корпорацій.